# Der Ring der Giuditta Foscari
Pour plus de détails, voir Fiche technique et Distribution.
Der Ring der Giuditta Foscari est un film allemand réalisé par Alfred Halm, sorti en 1917.

## Synopsis
Inconnu.

## Fiche technique
- Titre : Der Ring der Giuditta Foscari
- Réalisation : Alfred Halm
- Direction artistique : Paul Leni
- Pays d'origine : Empire allemand
- Format : Noir et blanc - 1,33:1 - Film muet
- Date de sortie : 1917

## Distribution
- Emil Jannings
- Harry Liedtke
- Erna Morena : Giuditta Foscari